# Le Roi chiffonnier
Le Roi chiffonnier est le 2e tome de La Peste noire (après La Conjuration des lys) de Gilbert Bordes publié en 2007.

## Résumé
Eugénie revient à Paris où Jean II est roi. Elle revoit Rincourt qui juge de ne pas la trahir. Eauze arrive avec Navarre et elle lui demande de l'ignorer. Elle va retrouver Jean Ier, le roi chiffonnier (son ex-métier) à Lyon. Montent à Paris et Navarre s'allie à eux. Il enferme Eauze et donne Eugénie à un maquereau. Il est tué et elle est recueillie par un franciscain. Rincourt enrôle Matthieu en 1355. Eugénie se réconcilie avec Navarre. Jean II tue les principaux conjurés et arrête Navarre. Eauze est libéré. Le prince de Galles capture Jean II. Navarre s'évade. En 1358 le régent demande à Rincourt de capturer Eugénie. Navarre le capture et s'allie au régent. Jean Ier enferme Eugénie. Eauze retrouve Matthieu. Jean II est libéré en 1360. Eauze libère Eugénie et sauve Matthieu de la peste. Rincourt tue Eauze en 1363. Les trop nombreux morts de peste sont jetés à la Seine. Navarre s'allie à Jean 1er qu'Eugénie tue. Rincourt la sauve de la peste. Elle retrouve les reliques en reconstruisant Aignan.